# محمد سوم شروانشاه
محمد سوم شروانشاه سومین لاهیج‌شاه (منطقه‌ای در قفقاز) و هفتمین شروانشاه بود. او پسر یزید شروانشاه بود. وی میان سال‌های ۹۴۸ و ۹۵۶ حکومت کرد و به دلیل مسمومیت درگذشت.